# Инспектор Тюхчев
Инспектор Тюхчев е главният герой във филма Бон шанс, инспекторе!. Ролята се изпълнява от Велко Кънев.
Инспектор Тюхчев е бивш крадец и измамник, и понастоящем – криминален инспектор. Повикан е да разследва кражбата на осем милиона от местната банка в малък български град. Неговите методи, макар и комични, му помагат да разобличи крадеца – местната важна клечка Велизар Карадушев (Йосиф Сърчаджиев), само с помощта на хартийка от бонбон Карамел лукс и пембян конец. По време на разследването, инспекторът има авантюра с майката на Велизар – Елиза (Татяна Лолова) без да подозира че тя е част от заговора. Кметът на града (Георги Калоянчев) постоянно вбесява Тюхчев с простотията си и желанието да спипа част от заграбеното.
Някои култови фрази от филма са:
| „ | Тюхчев, инспектор Тюхчев. | “ |

| „ | Първом аз, любезни. | “ |

| „ | Какво виждам, разхождате се насам-натам в раирано облекло. Подготовка за туй, което ви очаква? | “ |

| „ | Ще те разпопя, попе! На съд ще те дам! И обещавам ти няма да е по-малко страшен! | “ |

| „                   | - Бог е милостив! - Бог да, но инспектор Тюхчев никога! | “ |
| Свещеникът и Тюхчев |                                                         |   |

| „ | И дяволът не би се хванал за подобни улики. Дяволът не би, но инспектор Тюхчев би. | “ |

| „                                            | - Учителят по френски? - Там, горе, но няма го вкъщи. | “ |
| Тюхчев и прислужницата на учителя по френски |                                                       |   |

| „ | След два дни втора бележка: Не те познавам повече. Точка. Мухльо. | “ |
| Тюхчев чете бележчица, оставена на учителя по френски от местната изкусителка госпожица Жозефина, която също имала намерение да ограби банката и търсела съучастник. |                                                                   |   |

| „ | Инспектор Тюхчев и фасул. | “ |

| „ | Надолу, надолу, към мазето, любезни. Това е посоката ви. | “ |

| „ | Нищо и никаква водица, а в състояние да тръшне два тибетски бика. Два тибетски бика ДА, но инспектор Тюхчев НЕ. | “ |
| след като изпива чашата с вода, приготвена му от Велизар, в която Велизар си мисли, че е поставил отрова. | |   |

| „ | Ще говоря аз, след което ще ме последвате с ей тия пранги на кунките. | “ |

| „ | Напоследък, кой знае защо, налитам на сладко. | “ |